# IEEE 802.11b
IEEE 802.11b és una modificació de l'estàndard 802.11 per WLAN desenvolupat pel grup de treball 11 del comitè d'estàndards LAN/MAN del IEEE (IEEE 802), publicada a l'octubre de 1999. La seva darrera modificació data del novembre de 2001 (Corrigendum 1). 802.11b és doncs l'estàndard per WLAN que funciona en la banda de freqüència ISM de 2,4 GHz, amb una taxa de bit a la capa física de fins a 11 Mbps que es tradueixen en una capacitat màxima disponible per capes superiors de poc més de 6Mbps.
Tenint en compte les limitacions en les potències de transmissió establertes per aquestes bandes de freqüència (100 mW PIRE a Europa) i degut a les pèrdues de propagació (inversament proporcionals a la freqüència), l'abast de les xarxes IEEE 802.11b pot anar dels 30 m en interiors, als 100 – 200 en exteriors (a 11 Mbps). Tot i això, en enllaços punt a punt i amb antenes direccionals es pot arribar als centenars de km (obviant les limitacions de potència radiada).
Normativa que aplica als dispositius que operen a la banda 2,4 GHz: ETSI EN 300 328

## Freqüències i canals

Fig. 1 Canals de 802.11b/g a la banda 2,4 GHz

802.11b fa servir canals de la banda de 2,4 GHz amb una amplada de 22 MHz. Segons les entitats reguladores dels diferents països, els canals permesos són:
| Identificador del Canal | Freqüència Central (MHz) | Amèrica del Nord | ETSI | Japó |
| ----------------------- | ------------------------ | ---------------- | ---- | ---- |
| 1                       | 2412                     | X                | X    | X    |
| 2                       | 2417                     | X                | X    | X    |
| 3                       | 2422                     | X                | X    | X    |
| 4                       | 2427                     | X                | X    | X    |
| 5                       | 2432                     | X                | X    | X    |
| 6                       | 2437                     | X                | X    | X    |
| 7                       | 2442                     | X                | X    | X    |
| 8                       | 2447                     | X                | X    | X    |
| 9                       | 2452                     | X                | X    | X    |
| 10                      | 2457                     | X                | X    | X    |
| 11                      | 2462                     | X                | X    | X    |
| 12                      | 2467                     |                  | X    | X    |
| 13                      | 2472                     |                  | X    | X    |
| 14                      | 2484                     |                  |      | X    |

L'amplada de banda del senyal (22 MHz) és superior a la separació entre canals consecutius (5 MHz), per això es fa necessària una separació d'almenys 5 canals per tal d'evitar interferències entre cel·les adjacents. Tradicionalment s'utilitzen els canals 1, 6 i 11, tot i que s'ha documentat que l'ús dels canals 1, 5, 9 i 13 no és perjudicial per al rendiment de la xarxa.

## Modulacions
Tot i fer servir una tècnica d'eixamplat d'espectre basada en DSSS (Espectre eixamplat per seqüència directa), en realitat l'extensió 802.11b introdueix CCK (Complementary Code Keying) per arribar a velocitats de 5,5 i 11 Mbps. L'estàndard també admet l'ús de PBCC (Packet Binary Convolutional Coding) com a opcional. Els dispositius 802.11b han de mantenir la compatibilitat amb l'anterior equipament DSSS especificat a la norma original IEEE 802.11 amb velocitats de bit d'1 i 2 Mbps.
Totes les modulacions transmeten a 11 Mcps i tenen una densitat espectral igual. A la velocitat d'1 Mbps, es transmeten 11 chips de codi per cada bit de dades al codificar amb la seqüència de Barker (10110111000). Cada xip de codi es transmet al medi amb una modulació DBPSK (1 bit per símbol). La mateixa seqüència es fa servir per a 2 Mbps, amb DQPSK, el que permet 2 bits per cada símbol.
En comptes de la seqüència de Barker, CCK fa servir una sèrie de codis anomenats Codis Complementaris. Es fan servir 64 vectors complexos (QPSK) per 11 Mbps i 4 per 5.5 Mbps. Per tant, es codifiquen 6 i 2 bits de dades respectivament. En fer servir DQPSK, 2 bits més són utilitzats per modular els símbols. Per tant, per cada 8 (4) bits de dades, en surten 8 de codi per 11 (5,5) Mbps. És a dir, 1 (1/2) bit de dades per chip a 11 Mcps resulta 11 (5,5) Mbps.